# Хаген (Гольштейн)
Хаген (нем. Hagen) — община в Германии, в земле Шлезвиг-Гольштейн.
Входит в состав района Зегеберг. Подчиняется управлению Бад Брамштедт-Ланд. Население составляет 412 человек (на 31 декабря 2010 года). Занимает площадь 8,2 км².